# Borgloon
Borgloon (em francês:  Looz) é uma cidade e um município da Bélgica localizado no distrito de Tongeren, província de Limburgo, região da Flandres.